# Eoattopsis
Eoattopsis Gourret, 1887 è un genere di ragni fossili appartenente alla Famiglia Salticidae.

## Caratteristiche
Gli esemplari finora raccolti risalgono tutti al Paleogene.

## Distribuzione
L'unica specie oggi nota di questo genere è stata rinvenuta in alcune ambre baltiche della località francese di Aix-en-Provence.

## Tassonomia
Secondo alcune fonti, il nome di questo genere sarebbe da attribuire a Petrunkevitch, 1955, in sostituzione del nomen nudum Attopsis Gourret, 1887.
A giugno 2011, questo genere fossile comprende una specie:
- Eoattopsis hirsutus Gourret, 1887[3] - ambra baltica